# Run Up
Run Up is een nummer uit 2017 van het Amerikaanse dj-trio Major Lazer, de Canadese zanger PartyNextDoor en de Amerikaanse rapster Nicki Minaj. Het is de derde single van Music Is the Weapon, het derde studioalbum van Major Lazer.
Het nummer werd wereldwijd een hitje. In de Amerikaanse Billboard Hot 100 had het met een 66e positie niet veel succes. In de Nederlandse Top 40 bereikte het nummer een bescheiden 16e positie, en in de Vlaamse Ultratop 50 moest het nummer het met de 31e positie doen.